# Молодогвардијск
Молодогвардијск (укр. Молодогвардійськ) град је Украјини у Луганској области. Према процени из 2012. у граду је живело 23.430 становника.

## Становништво
Према процени, у граду је 2012. живело 23.430 становника.
| 1979.  | 1989.  | 2001.  | 2012.  |
| ------ | ------ | ------ | ------ |
| 27.395 | 31.766 | 25.528 | 23.430 |